# Rachel Blom
Rachel M. Blom (nascida a 7 de Outubro de 1987) é uma política holandesa do Partido para a Liberdade (PVV) que foi eleita membro do Parlamento Europeu em 2024.

## Comissões do Parlamento Europeu
- Comissão do Emprego e dos Assuntos Sociais[2]
- Comissão de Transportes e Turismo[2]
- Delegação para as relações com a Bósnia e Herzegovina e o Kosovo[2]
  - Comissão Parlamentar de Estabilização e Associação UE-Bósnia e Herzegovina
  - Comissão Parlamentar de Estabilização e Associação UE-Kosovo
- Delegação para as relações com o Canadá (suplente)[2]